# Derecske
Derecske (în română Drișca)  este un oraș în districtul Derecske, județul Hajdú-Bihar, Ungaria, având o populație de 9.003 locuitori (2011). 

## Demografie
Componența etnică a orașului Derecske
     Maghiari (96,7%)
     Romi (2,46%)
     Necunoscut (0,5%)
     Alții (0,34%)
Componența confesională a orașului Derecske
     Reformați (46,1%)
     Fără religie (24,83%)
     Romano-catolici (6,25%)
     Necunoscută (21,34%)
     Alte religii (2,75%)
Conform recensământului din 2011, orașul Derecske avea 9.003 locuitori. Din punct de vedere etnic, majoritatea locuitorilor (96,7%) erau maghiari, cu o minoritate de romi (2,46%). Apartenența etnică nu este cunoscută în cazul a 0,5% din locuitori. Nu există o religie majoritară, locuitorii fiind reformați (46,1%), persoane fără religie (24,83%) și romano-catolici (6,25%). Pentru 21,34% din locuitori nu este cunoscută apartenența confesională.